# ワーロック (1959年の映画)
『ワーロック』（Warlock）は、1959年に公開されたエドワード・ドミトリク監督作のアメリカ映画。
原作は1958年に出版されたオークリー・ホールの『Warlock』である。

## キャスト
| 役名                 | 俳優                           | 日本語吹替                                  | 日本語吹替 |
| 役名                 | 俳優                           | NETテレビ版                                 | テレビ朝日版 |
| -------------------- | ------------------------------ | ------------------------------------------- | --- |
| ジョニー・ギャノン   | リチャード・ウィドマーク       | 大塚周夫                                    | 大塚周夫 |
| クレイ・ブレイズデル | ヘンリー・フォンダ             | 小山田宗徳                                  | 木村幌 |
| トム・モーガン       | アンソニー・クイン             | 小松方正                                    | 小松方正 |
| リリー・ダラー       | ドロシー・マローン             | 富永美沙子                                  | 北浜晴子 |
| ジェシー・マーロウ   | ドロレス・マイケルズ（英語版） | 武藤礼子                                    | 武藤礼子 |
| ホロウェイ判事       | ウォーレス・フォード（英語版） | 相模武                                      | 大久保正信 |
| エイブ・マキューン   | トム・ドレイク（英語版）       |                                             | 寺島幹夫 |
| ベーコン             | リチャード・アーレン（英語版） |                                             | |
| カーリー・バーン     | デフォレスト・ケリー           |                                             | 野島昭生 |
| ビリー・ギャノン     | フランク・ゴーシン             |                                             | |
| 役不明又はその他     |                                |                                             | たてかべ和也 北村弘一 笹岡繁蔵 清川元夢 広瀬正志 沢木郁也 幹本雄之 緑川稔 上田敏也 石井敏郎 石森達幸 神山卓三 若本規昭 山田栄子 高木早苗 |
| 演出                 |                                |                                             | 春日正伸 |
| 翻訳                 | 林完治（字幕翻訳）             |                                             | 鈴木導 |
| 選曲                 |                                |                                             | 赤塚不二夫 |
| 効果                 |                                |                                             | PAG |
| 調整                 |                                |                                             | 山田太平 |
| プロデューサー       |                                |                                             | 小林直紀 |
| 制作                 |                                |                                             | 日米通信社 |
| 解説                 |                                | 淀川長治                                    | 淀川長治 |
| 初回放送             |                                | 1969年8月3日 『日曜洋画劇場』 21:00 - 23:00 | 1980年3月23日 『日曜洋画劇場』 21:00 - 22:54                                                                                             |

- NETテレビ版は音声を紛失しており、一般公募[5]しても見つからなかったため、ソフトには未収録。
- テレビ朝日版は、2015年10月7日発売の『吹替の名盤』シリーズ ＜テレビ吹替音声収録＞DVDとBDに収録。約96分。

## スタッフ
- 監督：エドワード・ドミトリク
- 製作：エドワード・ドリトミク
- 脚本：ロバート・アラン・アーサー
- 原作：オークリー・ホール
- 撮影：ジョセフ・マクドナルド
- 音楽：リー・ハーライン
- 編集：ジャック・W・ホームズ